# Дебед (футбольний клуб)
Дебед (вірм. Ֆուտբոլային Ակումբ „Դեբեդ“ Ալավերդի) — вірменський футбольний клуб з міста Алаверді, заснований у 1938 році.
Клуб провів лише один сезон у чемпіонаті Вірменії сезоні 1992 року. Підсумкове 23-є місце опустило команду у першу лігу, де вона повинна була проводити наступний сезон, проте до початку змагань клуб був знятий з розіграшу і розформований.

## Колишні назви
- 1938—1990: «Локомотив» Алаверді
- 1990—1993: «Дебед» Алаверді

## Результати виступів

### Найбільші перемоги і поразки
Найбільші перемоги:
У чемпіонаті Вірменії:
- «Дебед» — «Динамо» Єгвард — 4:0 (1992 рік)

Найбільша поразка:
У чемпіонаті Вірменії:
- «Дебед» — «Ширак» Ґюмрі — 0:9 (1992 рік)
- «Дебед» — «Кілікія» Єреван — 0:9 (1992 рік)

У кубку Вірменії:
- «Дебед» — «Лорі» Ванадзор — 1:7 (1992 рік)

Найрезультативніша нічия:
У чемпіонаті Вірменії:
- «Дебед» — «Лорі» Ванадзор — 3:3 (1992 рік)
- «Дебед» — «Кілікія» Єреван — 3:3 (1992 рік)
- «Дебед» — «Ніг» Апаран — 3:3 (1992 рік)

Найрезультативніший матч:
У чемпіонаті Вірменії:
- «Дебед» — «КанАЗ» Єреван — 3:7 (1992 рік)

У кубку Вірменії:
- «Дебед» — «Лорі» Ванадзор — 1:7 (1992 рік)

## Головні тренери клубу
- Георгій Оганян (1992)